# 鹽谷立
鹽谷立（日语：／ Shionoya Ryū，1950年2月18日—），日本政治人物。自由民主黨籍衆議院議員（8期）、自民黨靜岡縣聯會長。
曾任文部科學大臣（第11代）、内閣官房副長官（福田康夫改造内閣）、自由民主党總務會長（第50代）等職。
父親為前眾議員鹽谷一夫。

## 外部連結
- 〜ryu48.net〜 塩谷 立 Official Website（页面存档备份，存于） - 公式サイト

| 官衔                     | 官衔                                       | 官衔                 |
| ------------------------ | ------------------------------------------ | -------------------- |
| 前任： 鈴木恒夫          | 文部科学大臣 第11代：2008年 - 2009年       | 繼任： 川端達夫      |
| 前任： 大野松茂          | 内閣官房副長官 (政務担当・衆議院) 2008年   | 繼任： 松本純        |
| 前任： 小野晋也 稲葉大和 | 文部科学副大臣 2004年 - 2005年             | 繼任： 河本三郎 馳浩 |
| 議會席位                 |                                            |                      |
| 前任： 林幹雄            | 衆議院国土交通委員長 2006年 - 2007年       | 繼任： 竹本直一      |
| 政党职务                 |                                            |                      |
| 前任： 小池百合子        | 自由民主党総務会長 第50代：2011年 - 2012年 | 繼任： 細田博之      |
| 前任： 増子輝彦          | 自由民主党青年局長 第27代：1993年 - 1995年 | 繼任： 古屋圭司      |